# Costentalina indica
Costentalina indica är en blötdjursart som beskrevs av Chistikov 1982. Costentalina indica ingår i släktet Costentalina och familjen Entalinidae.
Artens utbredningsområde är Indiska oceanen. Inga underarter finns listade i Catalogue of Life.